# Descurainia hartwegiana
Descurainia hartwegiana är en korsblommig växtart som först beskrevs av Eugène Pierre Nicolas Fournier, och fick sitt nu gällande namn av Nathaniel Lord Britton. Descurainia hartwegiana ingår i släktet stillfrön, och familjen korsblommiga växter. Inga underarter finns listade i Catalogue of Life.